# Pilla
Pilla is een bestuurslaag in het regentschap Ogan Komering Ulu Selatan van de provincie Zuid-Sumatra, Indonesië. Pilla telt 1045 inwoners (volkstelling 2010).